# Marco Materazzi
Marco Materazzi Ufficiale OMRI (phát âm tiếng Ý: [ˈmarko mateˈrattsi]; sinh ngày 19 tháng 8 năm 1973) là một cựu cầu thủ và huấn luyện viên bóng đá chuyên nghiệp người Ý.
Trong giai đoạn đầu sự nghiệp, Materazzi thi đấu cho nhiều câu lạc bộ ở Serie B và Serie C và cho Everton F.C. ở Ngoại hạng Anh. Năm 2001 Materazzi chuyển từ Perugia sang Inter Milan với giá 10 triệu euro. Cũng trong năm này anh có trận đầu tiên khoác áo đội tuyển Ý, tổng cộng Materazzi thi đấu 42 trận cho đội tuyển quốc gia, ghi 2 bàn (đều ở World Cup 2006), dự 2 vòng chung kết World Cup (2002,2006) và 2 vòng chung kết Euro (2004, 2008) trước khi từ giã đội tuyển năm 2008. Materazzi là người ghi bàn gỡ hoà 1-1 cho Italia trước đội tuyển Pháp trong trận chung kết World Cup 2006 và sau đó sút thành công cú đá penalty trong lượt sút thứ 2, qua đó giúp Italia dành thắng lợi 5-3 trong lượt đấu luân lưu và lên ngôi vô địch thế giới lần thứ 4.
Với chiều cao và khả năng không chiến tốt, Materazzi không chỉ hoàn thành tốt nhiệm vụ phòng ngự mà còn đặc biệt nguy hiểm trong những pha tham gia tấn công, điển hình là 2 bàn thắng bằng đầu anh ghi cho đội tuyển Ý ở World Cup 2006 (1 trong trận cuối vòng bảng gặp Cộng hoà Séc và một trong trận chung kết) và 12 bàn thắng trong màu áo Perugia ở Serie A mùa giải 2000-2001. Trong màu áo Inter Milan, Materazzi đã dành rất nhiều danh hiệu lớn nhỏ bao gồm 5 chức vô địch Serie A liên tiếp (2006-2010), 1 Champions League (2010), 1 chức (vô địch thế giới các câu lạc bộ), 4 Coppa Italia và 4 Siêu cúp Italia. Materazzi nổi tiếng với lối đá rắn và phong cách thi đấu quyết liệt, khiến anh nhận tới hơn 60 thẻ vàng và 25 thẻ đỏ trong sự nghiệp. Tháng 12 năm 2013, website bóng đá El Gol Digital của Tây Ban Nha xếp Materazzi thứ 9 trong danh sách những cầu thủ chơi xấu nhất mọi thời đại.
Materazzi giải nghệ năm 2011, đỉnh cao trong sự nghiệp thi đấu của anh là chức vô địch thế giới năm 2006 và cú ăn 3 cùng Inter Milan năm 2010. Materazzi còn được nhớ đến là người đã khiêu khích và khiến Zinédine Zidane thực hiện cú húc đầu nổi tiếng dẫn tới thẻ đỏ dành cho Zidane trong trận chung kết World Cup 2006.